# دی‌متیل متیل‌فسفونات
دی‌متیل متیل‌فسفونات (به انگلیسی: Dimethyl methylphosphonate) یک ترکیب شیمیایی با شناسه پاب‌کم ۱۲۹۵۸ است. شکل ظاهری این ترکیب، مایع بی‌رنگ است.